# میک ویلیامسون (بازیکن فوتبال)
میک ویلیامسون (انگلیسی: Mike Williamson؛ زاده ۸ نوامبر ۱۹۸۳) یک بازیکن فوتبال است.